# Manuel José de Arriaga
Manuel José de Arriaga Brum da Silveira e Peyrelongue (ur. 8 lipca 1840 roku w Horcie na Azorach, zm. 5 marca 1917 roku w Lizbonie) – portugalski polityk i prawnik.
Profesor uniwersytetu w Coimbrze (w 1875 roku rektor); był współzałożycielem i jednym z przywódców Portugalskiej Partii Republikańskiej; po obaleniu monarchii w 1910 roku, pierwszy prezydent Portugalii od 24 sierpnia 1911 roku do 29 maja 1915 roku; jego zasługą było poparcie ustawy o rozdziale Kościoła od państwa, natomiast jego porażką był sprzeciw wobec podejmowania głębszych reform społecznych i ekonomicznych (m.in. reformy rolnej).